# Lista di superconduttori
La tabella seguente elenca alcuni materiali superconduttori, insieme ai relativi parametri.
X:Y indica il materiale X drogato con Y. TC è la temperatura critica più alta riportata in kelvin, HC il campo magnetico  critico in tesla.
Tipo indica se il superconduttore è di tipo 1 o tipo 2. BCS indica se la superconduttività del materiale è spiegata dalla teoria BCS.

## Metalli
| Formula | TC (K)    | HC (T)  | Tipo | BCS | Note              |
| ------- | --------- | ------- | ---- | --- | ----------------- |
| Al      | 1,20      | 0,01    | 1    | sì  | [ 1 ] [ 2 ] [ 3 ] |
| Cd      | 0,52      | 0,0028  | 1    | sì  | [ 2 ] [ 3 ]       |
| Gd      | 1,083     | 0,0058  | 1    | sì  | [ 4 ]             |
| Hf      | 0,165     |         | 1    | sì  | [ 2 ]             |
| a-Hg    | 4,15      | 0,04    | 1    | sì  | [ 2 ] [ 3 ]       |
| b-Hg    | 3,95      | 0,04    | 1    | sì  | [ 2 ] [ 3 ]       |
| Ga      | 1,1       | 0,005   | 1    | sì  | [ 2 ] [ 3 ]       |
| ln      | 3,4       | 0,03    | 1    | sì  | [ 2 ] [ 3 ]       |
| Ir      | 0,14      | 0,0016  | 1    | sì  | [ 2 ]             |
| a-La    | 4,9       |         | 1    | sì  | [ 2 ]             |
| b-La    | 6,3       |         | 1    | sì  | [ 2 ]             |
| Mo      | 0,92      | 0,0096  | 1    | sì  | [ 2 ] [ 4 ]       |
| Nb      | 9,26      | 0,82    | 2    | sì  | [ 2 ] [ 3 ]       |
| Os      | 0,65      | 0,007   | 1    | sì  | [ 2 ]             |
| Pa      | 1,4       |         | 1    | sì  | [ 5 ]             |
| Pb      | 7,19      | 0,08    | 1    | sì  | [ 2 ] [ 3 ]       |
| Re      | 2,4       | 0,03    | 1    | sì  | [ 2 ] [ 3 ] [ 6 ] |
| Ru      | 0,49      | 0,005   | 1    | sì  | [ 2 ] [ 3 ]       |
| Sn      | 3,72      | 0,03    | 1    | sì  | [ 2 ] [ 3 ]       |
| Ta      | 4,48      | 0,09    | 1    | sì  | [ 2 ] [ 3 ]       |
| Tc      | 7,46-11,2 | 0,04    | 2    | sì  | [ 2 ] [ 3 ]       |
| a-Th    | 1,37      | 0,013   | 1    | sì  | [ 2 ] [ 3 ]       |
| Ti      | 0,39      | 0,01    | 1    | sì  | [ 2 ] [ 3 ]       |
| Tl      | 2,39      | 0,02    | 1    | sì  | [ 2 ] [ 3 ]       |
| a-U     | 0,68      |         | 1    | sì  | [ 2 ] [ 5 ]       |
| b-U     | 1,8       |         | 1    | sì  | [ 5 ]             |
| V       | 5,03      | 1       | 2    | sì  | [ 2 ] [ 3 ]       |
| W       | 0,011     | 0,00012 | 1    | sì  | [ 4 ] [ 5 ]       |
| Zn      | 0,855     | 0,005   | 1    | sì  | [ 2 ] [ 3 ]       |
| Zr      | 0,55      | 0,014   | 1    | sì  | [ 2 ] [ 3 ]       |

## Non metalli
Con non metalli si intendono materiali non considerati normalmente metalli, ma che possono diventare superconduttori se molto drogati.
| Formula    | TC (K)  | HC (T) | Tipo | BCS | Note                 |
| ---------- | ------- | ------ | ---- | --- | -------------------- |
| Ba8Si46    | 8,07    | 0,008  | 2    | sì  | [ 7 ]                |
| C6Ca       | 11,5    | 0,95   | 2    |     | [ 8 ]                |
| C6Li3Ca2   | 11,15   |        | 2    |     | [ 8 ]                |
| C8K        | 0,14    |        | 2    |     | [ 8 ]                |
| C8KHg      | 1,4     |        | 2    |     | [ 8 ]                |
| C6K        | 1,5     |        | 2    |     | [ 9 ]                |
| C3K        | 3,0     |        | 2    |     | [ 9 ]                |
| C3Li       | <0,35   |        | 2    |     | [ 9 ]                |
| C2Li       | 1,9     |        | 2    |     | [ 9 ]                |
| C3Na       | 2,3-3,8 |        | 2    |     | [ 9 ]                |
| C2Na       | 5,0     |        | 2    |     | [ 9 ]                |
| C8Rb       | 0,025   |        | 2    |     | [ 8 ]                |
| C6Sr       | 1,65    |        | 2    |     | [ 8 ]                |
| C6Yb       | 6,5     |        | 2    |     | [ 8 ]                |
| C60Cs2Rb   | 33      |        | 2    | sì  | [ 10 ]               |
| C60K3      | 19,8    | 0,013  | 2    | sì  | [ 7 ] [ 11 ]         |
| C60RbX     | 28      |        | 2    | sì  | [ 12 ]               |
| Diamante:B | 11,4    | 4      | 2    | sì  | [ 13 ] [ 14 ] [ 15 ] |
| InN        | 3       |        | 2    | sì  | [ 16 ]               |
| In2O3      | 3,3     | ~3     | 2    | sì  | [ 17 ]               |
| Si:B       | 0,4     | 0,4    | 2    | sì  | [ 18 ]               |
| SiC:B      | 1,4     | 0,008  | 1    | sì  | [ 19 ]               |
| SiC:Al     | 1,5     | 0,04   | 2    | sì  | [ 19 ]               |

## Leghe binarie
| Formula | TC (K) | HC (T) | Tipo | BCS | Note                 |
| LaB6    | 0,45   |        |      | sì  | [ 20 ]               |
| MgB2    | 39     | 74     | 2    | sì  | [ 21 ]               |
| Nb3Al   | 18     |        | 2    | sì  | [ 2 ]                |
| Nb3Ge   | 23,2   | 37     | 2    | sì  | [ 22 ]               |
| NbO     | 1,38   |        | 2    | sì  | [ 23 ]               |
| NbN     | 16     |        | 2    | sì  | [ 2 ]                |
| Nb3Sn   | 18,3   | 30     | 2    | sì  | [ 24 ]               |
| NbTi    | 10     | 15     | 2    | sì  | [ 2 ]                |
| YB6     | 8,4    |        | 2    | sì  | [ 25 ] [ 26 ] [ 27 ] |
| TiN     | 5,6    |        |      | sì  | [ 28 ]               |
| ZrN     | 10     |        |      | sì  | [ 29 ]               |
| ZrB12   | 6,0    |        | 1    | sì  | [ 27 ]               |

## Ossopnictidi
| Formula           | TC (K) | HC (T) | Tipo | BCS | Note   |
| ----------------- | ------ | ------ | ---- | --- | ------ |
| LaO0.89F0.11FeAs  | 26     |        |      |     | [ 30 ] |
| CeFeAsO0.84F0.16  | 41     |        |      |     | [ 30 ] |
| SmFeAsO0.9F0.1    | 43     |        |      |     | [ 30 ] |
| La0.5Y0.5FeAsO0.6 | 43,1   |        |      |     | [ 31 ] |
| NdFeAsO0.89F0.11  | 52     |        |      |     | [ 30 ] |
| PrFeAsO0.89F0.11  | 52     |        |      |     | [ 32 ] |
| GdFeAsO0.85       | 53,5   |        |      |     | [ 33 ] |
| SmFeAsO~0.85      | 55     |        |      |     | [ 34 ] |